# Феа, Карло
Карло Доменико Франческо Игнацио Феа (итал. Carlo Domenico Francesco Ignazio Fea; 2 февраля 1753, Пинья (Лигурия)— 18 марта 1836, Рим) — итальянский священнослужитель, аббат, археолог, коллекционер.

## Биография
Изучал право в Римском университете Ла Сапиенца, где получил степень доктора наук с диссертацией, посвящённой руинам Рима. После окончания университета его увлечением на всю жизнь стала археология.

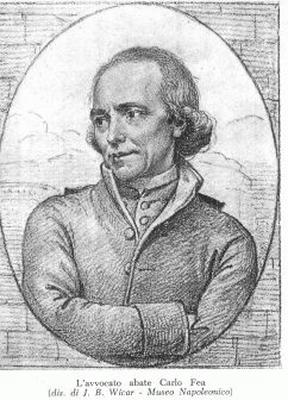
Карло Феа

Приняв участие в политической борьбе, К. Феа вынужден был в 1789 году бежать из Рима во Флоренцию. В 1799 году вернулся в Рим, но неаполитанцы короля Фердинанда I, только что занявшие Папскую область, арестовали его, как якобинца. Папа Пий VII выступил в его защиту и добился оправдания.
Получив свободу, был назначен хранителем древностей (Commissario delle Antichità) и библиотекарем князя Киджи. В 1801 стал руководителем Капитолийского музея.
Принял деятельное участие в раскопках в различных местах Романьи, в римском Пантеоне и Форуме, начатых французами и продолженных Папой Пием VII. В Риме в 1781 году К. Феа нашёл статую Дискобола, одну из известных римских копий знаменитой статуи с греческого бронзового оригинала, созданной Мироном. Занимался реставрацией памятников этрусской вазописи, а также арки Константина, Арки Септимия Севера и Амфитеатра Флавиев (Колизей).
К. Феа участвовал в принятии закона по контролю за торговлей и раскопками древностей Рима. Спас от уничтожения многие памятники древнего Рима.

## Избранные сочинения
- «Miscellanea filologica, critica e antiquaria» (Рим, 1790),
- «L’integrità del Panteone di Marco Agrippa» (Рим, 1801),
- «Conclusioni per l’integrita del Paneone di Marco Agrippa» (1807),
- «Frammenti di fasti consolari» (1820),
- «Descrizione di Roma e dei contorni con vedute» (Рим, 1822).